# Halbe Zijlstra
Pour les articles homonymes, voir Zijlstra.
Halbe Zijlstra (prononcé en néerlandais : [ˈɦɑlbə ˈzɛilstraː]), né le 21 janvier 1969 à Oosterwolde (Frise), est un homme politique néerlandais. Membre du Parti populaire pour la liberté et la démocratie (VVD), il est ministre des Affaires étrangères du 26 octobre 2017 au 13 février 2018 dans le troisième cabinet de Mark Rutte.

## Biographie
Élu entre 1998 et 2001 et de 2003 à 2006 au conseil municipal d'Utrecht, il est élu à la Seconde Chambre des États généraux lors des élections législatives de novembre 2006 et conserve son siège jusqu'en 2010. Il est secrétaire d'État rattaché au ministère de l'Éducation, de la Culture et de la Science au sein du cabinet Rutte I, du 10 octobre 2010 au 5 novembre 2012, avant de réintégrer la chambre basse du Parlement la même année lors des élections législatives anticipées. Il devient alors chef du groupe parlementaire libéral à la Seconde Chambre à partir du 1er novembre 2012. Réélu membre du Parlement à la suite des élections législatives de mars 2017, il devient ministre des Affaires étrangères dans le cabinet Rutte III le 26 octobre suivant.

### Retrait de la vie politique
Zijlstra doit remettre sa démission le 13 février 2018 après avoir admis qu'il tient des propos mensongers au sujet d'une rencontre privée avec Vladimir Poutine en 2006. Ce dernier aurait parlé de « Grande Russie » et, en réponse à une question sur ce qu'il entendait par ce terme, il aurait répondu : « La Russie, la Biélorussie, l'Ukraine et les États baltes. Le Kazakhstan serait « bon à avoir ». Zijlstra doit par la suite reconnaître qu'il n'était pas présent à la réunion où il affirme avoir entendu le président russe tenir ces propos,.